# Zolder
Okruh Zolder, označovaný také jako Okruh Terlamen, je závodní okruh, který se nachází ve městě Heusden-Zolder v Belgii. Je využíván převážně pro účely motoristických závodů, ale částečně se trať používá i například pro cyklokros.

## Trať
Okruh byl otevřen v roce 1963. Délka okruhu je 4,011 km a za dobu své existence prošel několika úpravami.

Konfigurace trati mezi lety 1963 a 1972
Konfigurace trati mezi lety 1973 a 1974
Konfigurace trati mezi lety 1975 a 1985
Konfigurace trati mezi lety 1986 a 2001
Konfigurace trati od roku 2002

## Historie

### Motorismus
Konalo se zde 10 Grand Prix Belgie šampionátu Formule 1, a to mezi lety 1973 a 1984. Do povědomí se neslavně zapsal tragickou havárií Gillese Villeneuva, který zde havaroval v kvalifikaci na GP Belgie 1982 a následně svým zraněním podlehl.
Na okruhu se konala také Velká cena Belgie silničních motocyklů 1980.
Z ostatních motoristických závodních sérií se zde představily také:
- Champ Car (2007)
- vozy šampionátu FIA GT (2007)
- World Series by Renault (2003–2006)
- Masters of Formula 3 (2007–2008)
- FIA WTCC (2010–2011)

### Ostatní sporty a události
Okruh Zolder hostil MS v silniční cyklistice v letech 1969 a 2002, MS v cyklokrosu 1970, 2002 a 2016 a také MS v BMX závodech 2015. Zahrál si i v populárním motoristickém pořadu Top Gear, kdy zde došlo na rychlostní souboj britských moderátorů BBC proti německým kolegům z DMAX.

## Současnost
V současnosti se zde pořádají zejména závody Blancpain Sprint Series a BRCC (Belgický šampionát cestovních vozů). Dále se zde jezdí vytrvalostní závod 24 hodin Zolder na přelomu srpna a září. Od roku 2015 zde pravidelně zakončuje sezónu série NASCAR Whelen Euro Series.
V roce 2019 na Zolder zavítal po 17 letech i šampionát Deutsche Tourenwagen Masters.